# Андрада, Эдгардо
Эдга́рдо Норбе́рто Андра́да (исп. Edgardo Norberto Andrada; 2 января 1939, Росарио — 4 сентября 2019, Мар-дель-Плата) — аргентинский футболист, вратарь.

## Карьера
Эдгардо Андрада родился в семье художника железнодорожных станций. Он начал трудовую деятельность в качестве плотника, одновременно занимаясь в архитектурной школе. Первоначально Андрада занимался баскетболом, но после предпочёл ему футбол. Он отправился на просмотр в клуб «Сан-Лоренсо», но там ему отказали. После этого Эдгардо возвратился в Росарио. В 1959 году он пришёл в клуб «Росарио Сентраль», где спустя год дебютировал в основном составе. Это произошло 15 мая 1960 года во встрече с «Расингом», в котором его клуб проиграл 0:2. Он выступал за клуб на протяжении 9 сезонов, проведя 283 матча. Последнюю встречу в составе команды Андрада сыграл 4 мая 1969 года против «Индьепендьенте» (1:0). В тот же период он выступал за сборную Аргентины. Первый матч за национальную команду Эдгардо сыграл 12 октября 1961 года с Парагваем (5:1). Последний матч за сборную Андрада также сыграл против Парагвая, 4 мая 1969 года (0:0). Всего за сборную он провёл 20 встреч.
В 1969 году Андрада уехал в Бразилию, став игроком «Васко да Гамы», который заплатил за трансфер футболиста 330 тыс. новых крузейро. 19 ноября того же года в матче с «Сантосом» Андрада пропустил с пенальти гол от Пеле, ставший 1000-м голом бразильца; сам вратарь сказал: «Я был в отчаянии. Я вовсе не хотел быть этим вратарём». Годом позже он помог клубу выиграл титул чемпиона штата Рио-де-Жанейро, первый за 12 лет. Но в том сезоне аргентинский футболист играл мало: он получил перелом малоберцовой кости, из-за чего долго восстанавливался. В 1974 году победил в чемпионате Бразилии. В 1976 году он, вместе с другим аргентинцем Родольфо Фишером, перешёл в клуб «Витория», заплативший 800 тыс. крузейро за обоих. Там голкипер выступал до ноября, после чего возвратился в Аргентину. На следующий год Андрада присоединился к клубу «Колон», дебютировав 24 апреля 1977 года в матче с «Феррокарриль Оэсте» (3:1). За этот клуб голкипер играл до 1979 года. Позже он также играл за клуб «Ренато Чезарини», где и завершил игровую карьеру.
После завершения игровой карьеры Андрада работал тренером вратарей в «Росарио Сентраль», а затем координировал молодёжные команды клуба.

## Статистика

### Клубная
| Сезон    | Клуб               | Матчи | Матчи |
| Сезон    | Клуб               | Игры  | Голы  |
| -------- | ------------------ | ----- | ----- |
| 1960     | Росарио Сентраль   | 25    | −61   |
| 1961     | Росарио Сентраль   | 30    | −69   |
| 1962     | Росарио Сентраль   | 28    | −31   |
| 1963     | Росарио Сентраль   | 26    | −46   |
| 1964     | Росарио Сентраль   | 30    | −38   |
| 1965     | Росарио Сентраль   | 34    | −39   |
| 1966     | Росарио Сентраль   | 23    | −17   |
| 1967 (М) | Росарио Сентраль   | 22    | −22   |
| 1967 (Н) | Росарио Сентраль   | 15    | −13   |
| 1968 (М) | Росарио Сентраль   | 22    | −17   |
| 1968 (Н) | Росарио Сентраль   | 15    | −11   |
| 1969 (М) | Росарио Сентраль   | 13    | −15   |
| 1970     | Васко да Гама      | 16    | −?    |
| 1971     | Васко да Гама      | 25    | −?    |
| 1972     | Васко да Гама      | 27    | −?    |
| 1973     | Васко да Гама      | 36    | −?    |
| 1974     | Васко да Гама      | 27    | −?    |
| 1975     | Васко да Гама      | 9     | −?    |
| 1976     | Витория (Салвадор) | 13    | −18   |
| 1977 (М) | Колон              | 26    | −?    |
| 1977 (Н) | Колон              | 11    | −?    |
| 1982     | Ренато Чезарини    | 16    | −22   |

## Достижения

### Командные
- Чемпион штата Рио-де-Жанейро: 1970
- Чемпион Бразилии: 1974

### Личные
- Обладатель Серебряного мяча Бразилии: 1971

## Личная жизнь
Андрада был женат. У него трое детей.

## Обвинения в убийствах
В 2008 году бывший разведчик Эдуардо «Эль Туку» Костансо обвинил Андраду в том, что тот участвовал в похищении, пытках и убийстве Касо Камбьяссо и Перейры Росси 14 мая 1983 года, являвшихся боевиками хустисиалистской партии. Чуть позже были опубликованы списки членов Гражданского Разведывательного штаба армии, являвшиеся сотрудниками 121-го разведывательного батальона внутренней военной разведки процесса национальной реорганизации, которая вела в стране так называемую «Грязную войну» с 1976 по 1983 год. В этих списках Андрада присутствовал, якобы завербованный подполковником Хорхе Роберто Диабом 25 августа 1981 года. Сам бывший футболист заявил, что являлся сотрудником этой организации, но в убийствах не участвовал. Об участии Андрады также заявила Ана Оберлин, член организации HIJOS, «Сыновья и дочери за идентичность и справедливость против забвения и безмолвия», которая объединяет потомков тех, кто исчез в период «Грязной войны». После проведения судебных разбирательств, Эдгардо был оправдан судьей Вильяфурте Рузо за отсутствием доказательств.